# Base Aérea N.º 10
A Base Aérea N.º 10 foi uma base aérea da Força Aérea Portuguesa (FAP), localizada em Beira, na antiga província ultramarina portuguesa de Moçambique. Era a principal base da Região Aérea N.º 3. Esta base estaria, ao longo do conflito armado, sempre equipada com uma camada de aeronaves de transporte aéreo.